# 新城街道 (阿克苏市)
新城街道，是中华人民共和国新疆维吾尔自治区阿克苏地区阿克苏市下辖的一个乡镇级行政单位。

## 行政区划
新城街道下辖以下地区：
文化社区、阿苏克社区、教育社区、丽园社区、团结社区、康居社区和建设社区。